# 9836 Aarseth
9836 Aarseth eller 1985 TU är en asteroid i huvudbältet som upptäcktes den 15 oktober 1985 av den amerikanske astronomen Edward L.G. Bowell vid Anderson Mesa Station. Den är uppkallad efter Sverre Aarseth.
Asteroiden har en diameter på ungefär 7 kilometer.